# Bahnhof Friedberg (Hess)
Der Bahnhof Friedberg (Hess) ist eine Betriebsstelle der Bahnstrecke Kassel–Frankfurt und der dort abzweigenden Strecken nach Hanau Hbf, nach Frankfurt (Main) Hbf über Friedrichsdorf und nach Wölfersheim, früher Mücke. Er befindet sich auf dem Stadtgebiet von Friedberg (Hessen).

## Geschichte

### Erster Bahnhof

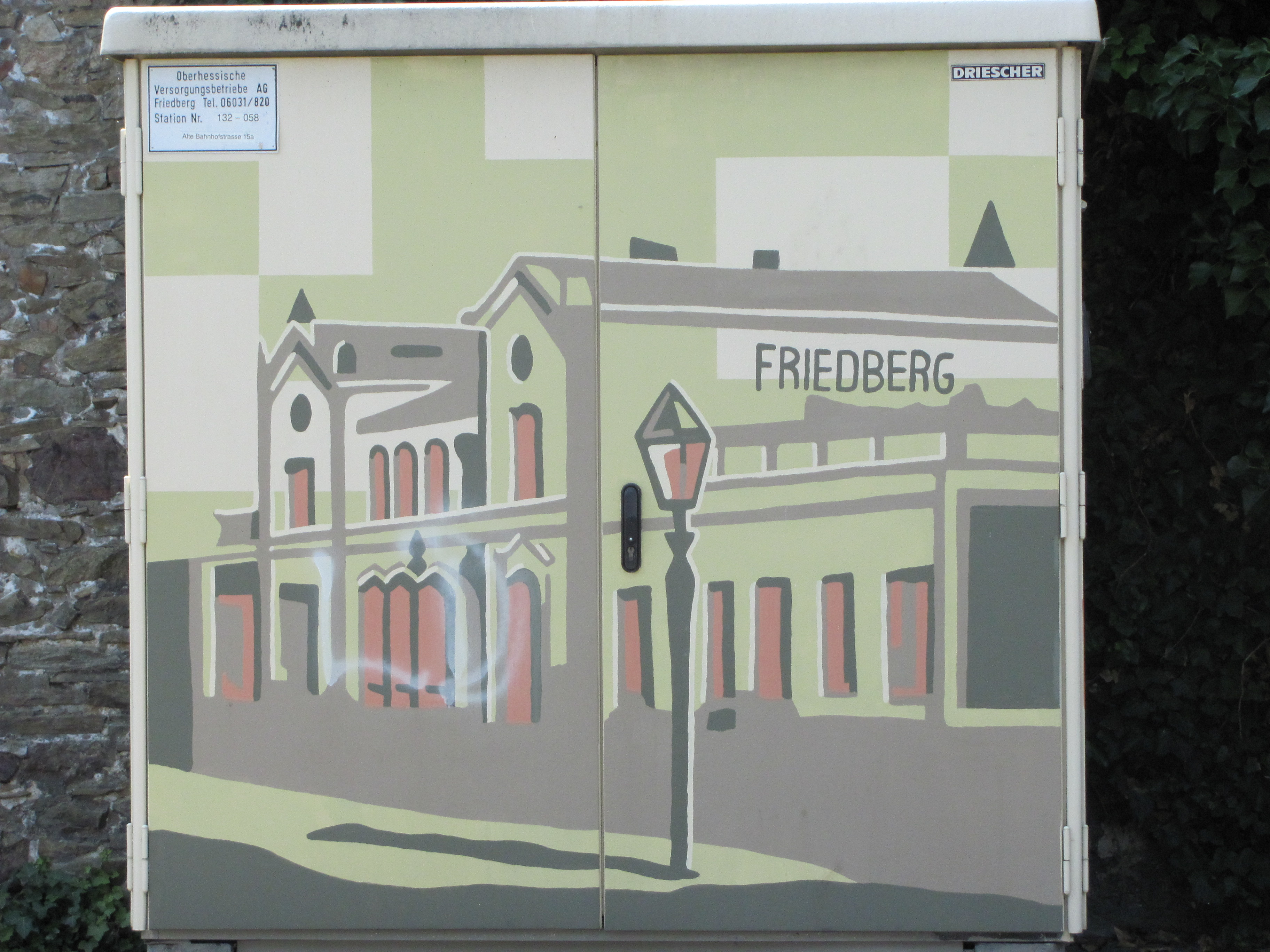
Zeichnung des Empfangsgebäudes des alten Bahnhofs auf einem Schaltschrank der Ovag gegenüber dem früheren Standort des Empfangsgebäudes

Der erste Bahnhof von Friedberg lag bei Streckenkilometer 165,4, etwas nördlicher als die heutige Anlage. Der Bauplatz wurde 1847 von der Bahn erworben. Zum Bau musste ein Teil der dort noch vorhandenen Stadtmauer abgetragen und östlich das Gelände aufgeschüttet werden. Der Bahnhof war als Durchgangsbahnhof ausgelegt. Der Bauplan für das Empfangsgebäude stammte vom Ingenieur Peter Hochgesand (1818–1896) der später Bahnhofsinspektor in Friedberg wurde. Das klassizistische Gebäude wurde zweigeschossig errichtet. Der Eröffnungszug erreichte, von Frankfurt am Main kommend, am 11. März 1850 gegen 11 Uhr den Bahnhof, der fahrplanmäßige Betrieb wurde am 10. Mai 1850 aufgenommen. Am 9. November 1850 folgte der Abschnitt der Main-Weser-Bahn von Friedberg nach Butzbach. Die gesamte Strecke der Main-Weser-Bahn von Kassel bis Frankfurt wird seit dem 15. Mai 1852 befahren.
In Friedberg wurden weitere Strecken an die Main-Weser-Bahn angeschlossen: Am 15. September 1881 wurde hier die Bahnstrecke Friedberg–Hanau in Betrieb genommen, nachdem dort seit dem 1. Dezember 1879 schon bis zum Bahnhof Heldenbergen-Windecken (heute Nidderau) gefahren werden konnte. Am 1. Oktober 1897 folgte die Bahnstrecke Friedberg–Mücke und am 13. Juli 1901 die Bahnstrecke Friedberg–Friedrichsdorf–Bad Homburg, letztere wurde auch als Bäderbahn bekannt. Friedberg wurde damit zum Knotenpunkt für Reisende und Güter. Das hatte aber auch zur Folge, dass die betrieblichen Anlagen des Bahnhofs für den zunehmenden Verkehr zu eng wurden.
Da eine Erweiterung wegen der Hanglage am überkommenen Standort nicht möglich war, erfolgte der Neubau des erweiterten Bahnhofs etwa einen halben Kilometer südlich – und damit stadtauswärts. In der Nacht vom 9. auf den 10. August 1913 wurde der zweite Friedberger Bahnhof in Betrieb genommen, und der erste aufgegeben.
Bereits 1897/98 wurde südlich des Empfangsgebäudes ein Fürstenpavillon, ein gesondertes Empfangsgebäude für den Großherzog von Hessen und seine Gäste, errichtet. Dazu zählte unter anderem Zar Nikolaus II. von Russland und seine Familie, die 1910 ihre Sommerferien auf dem Schloss Friedberg verbrachten. Der Fürstenpavillon ist als Fachwerkbau ausgeführt und wurde später zum neuen Bahnhof versetzt.
Während des Ersten Weltkriegs diente das alte Empfangsgebäude als Kaserne. 1920 wurden dort Wohnungen eingebaut. In dieser Form bestand es bis 1983, als es für den Neubau eines Parkhauses abgerissen wurde.

### Zweiter Bahnhof
Der zweite Friedberger Bahnhof wurde am 10. August 1913 in Betrieb genommen. In dieser Form besteht er weitgehend bis heute.
Am 28. September 1923 entgleiste im Bahnhofsbereich aufgrund einer vorzeitig umgestellten Weiche, „wegen Regieeingriffs“, der umgeleitete P 1009. Zwei Menschen sterben, 16 wurden darüber hinaus verletzt.
Im Zweiten Weltkrieg war der Bahnhof Angriffsziel von Luftangriffen der Alliierten, so z. B. am 4. Dezember 1944.

## Anlagen

### Verkehrsstation
Der Bahnhof Friedberg (Hessen) hat zwei Haus- und vier Inselbahnsteige mit insgesamt zehn Bahnsteigkanten. Der eine Hausbahnsteig (Gleis 1a) ist ein Stumpfgleis südlich des Empfangsgebäudes, das ausschließlich für die Nahverkehrszüge in Richtung Friedrichsdorf benutzt wird.
Die Gleise 2 und 4 am ersten Inselbahnsteig sind die durchgehenden Hauptgleise der Main-Weser-Bahn. Die S-Bahn nutzt meist die Gleise 5 und 7 am zweiten Inselbahnsteig. Zu bestimmten Tageszeiten sind diese Gleise durch abgestellte S-Bahn-Triebzüge belegt, sodass für einige Ankünfte und Abfahrten der S-Bahn Gleis 1 oder die Hauptgleise der Main-Weser-Bahn genutzt werden. Damit die Hauptgleise nicht blockiert werden, fahren die betreffenden Züge als Leerfahrten (ohne Fahrgäste) weiter bis Bad Nauheim, um in einem dortigen Nebengleis zu wenden.
Die Züge in Richtung Hanau Hauptbahnhof fahren in der Regel vom vorletzten Inselbahnsteig (Gleise 8 und 10) ab. An dem am weitesten östlich gelegenen Bahnsteig (Gleise 11 und 12) fahren die Züge der Bahnstrecke Friedberg–Mücke in Richtung Nidda bzw. Wölfersheim-Södel ab. Die nicht genannten Gleise 3, 6 und 9 sind jeweils entsprechend ihrer Nummer gelegene Stumpfgleise, die inzwischen ihre Bahnsteige verloren haben.
Die Inselbahnsteige sind durch eine Unterführung mit Treppen erschlossen, Aufzüge fehlen. Die früher vorhandenen Gepäckförderbänder an den Treppen wurden entfernt. Ursprünglich war für 2017 die Sanierung der Verkehrsstation (Unterführung, Einbau Aufzüge, Verfüllung Gepäcktunnel, behindertengerechter Ausbau, Modernisierung Bahnsteige Gleise 1 bis 10 – der letzte Bahnsteig soll erst im Zuge des viergleisigen Ausbaus Friedberg – Bad Vilbel saniert werden) geplant, wurde dann aber auf 2020 verschoben und sollte 20 Millionen € kosten. Da bei Probebohrungen Anfang 2020 festgestellt wurde, dass der Untergrund im Bereich der heutigen Unterführung nicht tragfähig genug für die Aufzüge ist, muss an einer anderen Stelle eine neue Unterführung geplant werden. Daher wird die Sanierung in zwei Abschnitte geteilt, vom 17. August 2020 bis März 2023 wurden die Bahnsteige erneuert (Bedachung, Elektrik, Entwässerung, taktiles Leitsystem, Lautsprecher, DFI-Anzeigen). Mit einem Baubeginn für die neue Unterführung, die dann auf Kosten der Stadt auch bis östlich der Gleise verlängert werden könnte, rechnet die DB frühestens 2027.

### Stellwerke
Seit dem 27. Oktober 2015 steuert ein elektronisches Stellwerk der Bauart Thales den Verkehr in Friedberg. Die Bahnhöfe Bad Nauheim und Assenheim (Oberhess) sowie der Streckenblock der angrenzenden Strecken sind in dieses Stellwerk mit einbezogen.
Am 5. Februar 2017 kam es auf der Strecke Richtung Hanau zu einem Hochspannungsüberschlag in die elektronischen Anlagen des Stellwerkes, woraufhin dieses für mehrere Tage außer Betrieb war. Da weder Weichen, noch Signale bedient werden konnten, mussten als Notlösung vorübergehende feste Fahrstraßen eingerichtet werden, welche auf den durchgehenden Hauptgleisen der Main-Weser-Bahn pro Stunde und Richtung eine Zugfahrt, später zwei Zugfahrten per Befehl erlaubten. Aus Richtung Friedrichsdorf und Beienheim verkehrte entsprechend eine Zugfahrt je Stunde und Richtung. Während der Betrieb auf diesen drei Strecken am 9. Februar wieder uneingeschränkt möglich war, dauerte die Reparatur der Einrichtungen für die Gleise der Bahnstrecke Friedberg–Hanau weiterhin an, sodass zwischen Friedberg und Nidderau noch bis Mitte März kein Zugbetrieb möglich war. Als Folge daraus verkehrte die Linie RB 49 in dieser Zeit nach einem vorübergehenden Ersatzfahrplan nur zwischen Gießen und Friedberg sowie zwischen Nidderau und Hanau.
Baulich noch vorhandene elektromechanische Altstellwerke:
- Fahrdienstleiterstellwerk Ff (früher Fnb) östlich des nördlichen Bahnhofskopfes;
- Wärterstellwerk Fs westlich des Südkopfes (für die südliche Einfahrt aus Richtung Frankfurt und Friedrichsdorfs; mit Drucktastenteil für den Abzweig Görbelheim);
- Wärterstellwerk Fg für die südliche Einfahrt aus Richtung Hanau zwischen dem Güterverkehrsteil und der Einfahrt des Personenverkehrsteils,
- Rangierstellwerk Rs am ehemaligen Ablaufberg im südlichen Bereich des Güterbahnhofs.

### Güterbahnhof
Östlich der Bahnsteige liegt ein größeres Gleisfeld, das dem Güterverkehr dient und nochmals 12 Gleisachsen aufweist. Früher wies der Bahnhof saisonweise einen ganz erheblichen Zuckerrübenverkehr aus dem umliegenden Anbaugebiet, der Wetterau, auf, der zu der hier arbeitenden Zuckerfabrik Friedberg mit eigenem Gleisanschluss führte. Diese Güteranlagen werden heute kaum noch genutzt.

### Kunstbauwerke
Die nördliche Bahnhofsausfahrt der Main-Weser-Bahn führte direkt auf das Rosentalviadukt, das 1982 durch eine moderne, einige Meter östlich gelegene Betonbrücke ersetzt wurde.

### Bahnbetriebswerk
Bis zum 1. Oktober 1982 bestand südlich der Bahnsteige auch das Bahnbetriebswerk Friedberg (Hess). Nachdem es als selbständige Dienststelle der Deutschen Bundesbahn aufgegeben worden war, wurde es noch eine Zeit lang als Außenstelle des Bahnbetriebswerks Frankfurt 1 weitergeführt, 1984 zu einem Stützpunkt herabgestuft und spätestens 1999 aufgegeben.

## Hochbauten
Das heutige Empfangsgebäude, der Fürstenpavillon sowie – östlich der Gleise – die Güterabfertigung samt nördlich angebautem Güterschuppen sind Kulturdenkmäler nach dem Hessischen Denkmalschutzgesetz. Alle anderen Hochbauten (Stellwerke, Wärterhäuser, südlich des Empfangsgebäudes gelegene Verwaltungsgebäude mit Expressgutabfertigung) sind lediglich historische Objekte.

### Empfangsgebäude

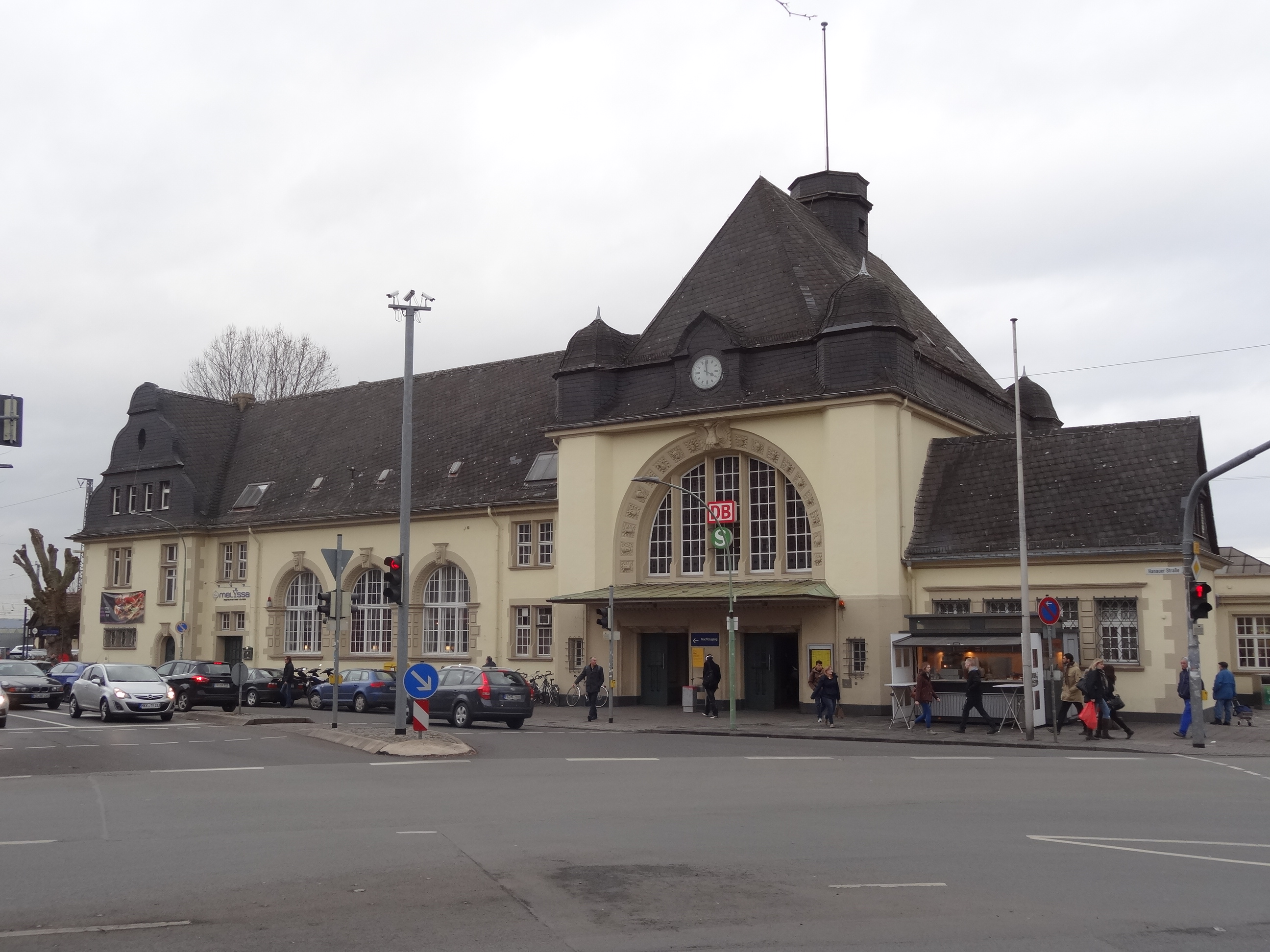
Empfangsgebäude

Das heutige Empfangsgebäude wurde 1912–1913 in einer Mischung aus Neoklassizismus und Neorenaissance von dem Darmstädter Regierungsbaurat Krause unter dem Einfluss von Armin Wegner errichtet. Im Vestibül sind originale Keramikverkleidung und gestaltete Glasfenster erhalten, die vom Jugendstil beeinflusst sind.
Im Zuge der Konjunkturprogramme wurde das Empfangsgebäude im Jahr 2010 durch die DB Station&Service AG für 600.000 Euro energetisch saniert und neu angestrichen. Es beherbergt ein Reisezentrum der DB, einen Buch- und Zeitschriftenladen, einen Backwarenverkaufsstand, einen SB-Backwarenverkaufsladen (mit Sitzgelegenheiten), eine McDonald’s-Filiale (seit Februar 2011 im ehemaligen Gepäckbereich) sowie seit April 2018 öffentliche Toiletten an Gleis 1.

### Fürstenpavillon

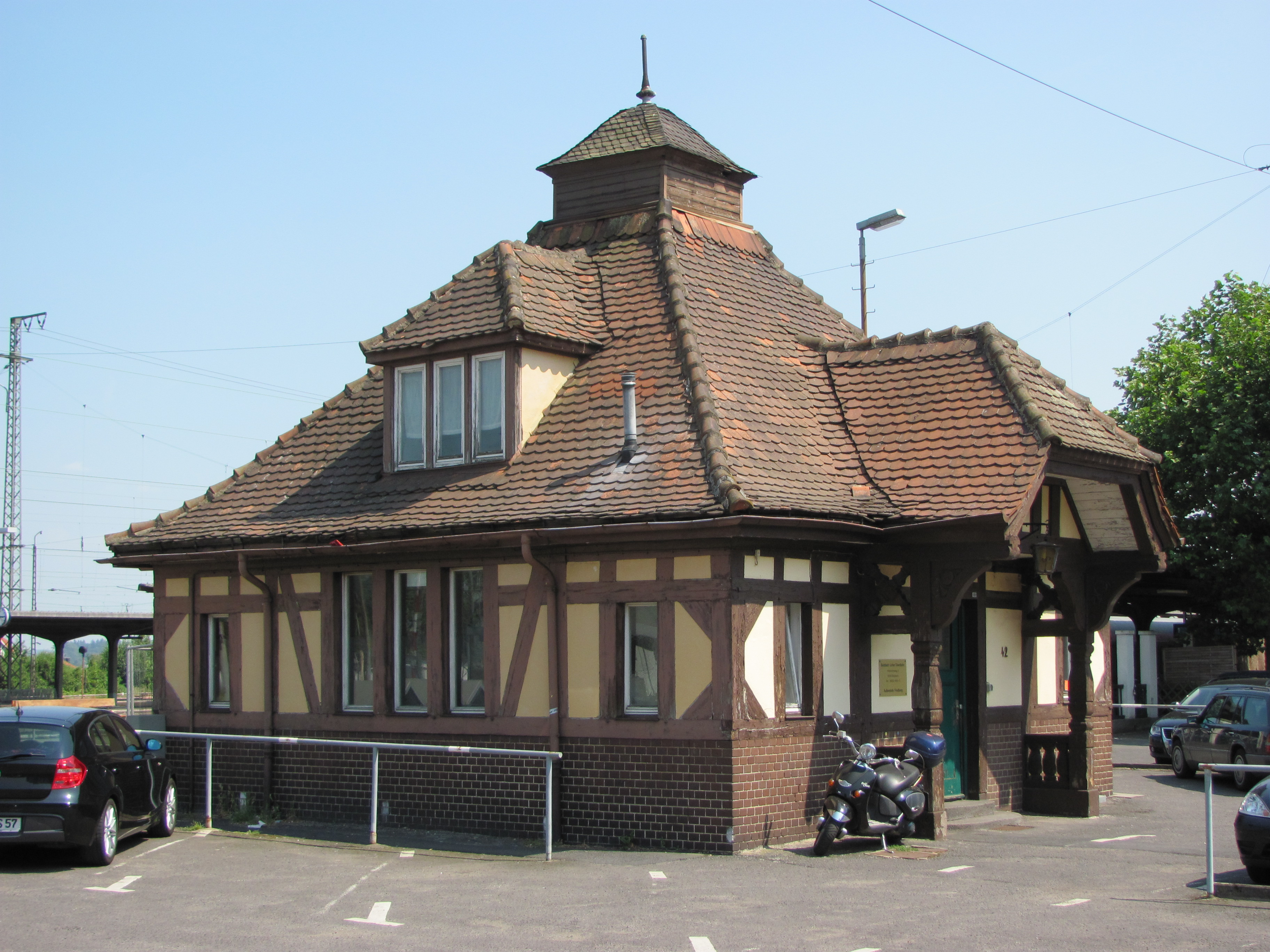
Fürstenpavillon – heute genutzt als Büro und Sozialraum der Hessischen Landesbahn

Auch der zweite Friedberger Bahnhof behielt den Fürstenpavillon. Er wurde vom alten Bahnhof an eine Stelle nördlich des neuen Empfangsgebäudes versetzt. Heute wird das kleine Gebäude als Büro und Sozialraum durch die Hessische Landesbahn genutzt.

## Verkehr

### Bahn
Im Bahnhof Friedberg (Hessen) halten im Zweistundentakt Intercity-Express- und Intercity-Züge der Linie 26 von Hamburg nach Karlsruhe. Zwei Zugpaare bedienen Schwerin. Ein Zugpaar fährt nach Westerland.
Zwischen Dezember 2009 und Dezember 2011 verkehrte außerdem ein tägliches Eurocity-Zugpaar von Siegen über München nach Klagenfurt mit Kurswagen nach Zagreb.
Mit Ausnahme einzelner HVZ-Verstärkerzüge halten alle verkehrenden Regionalzüge in Friedberg. Dies sind die Regional-Express-Züge Frankfurt Hbf–Siegen (Main-Sieg-Express) und Frankfurt Hbf–Kassel Hbf (Main-Weser-Express), der Mittelhessen-Express, die Züge der Relation Hanau–Gießen sowie die HVZ-Direktzüge der Relation Nidda–Frankfurt Hbf. Außerdem ist er Anfangs- bzw. Endpunkt der HLB-Züge von/nach Friedrichsdorf, Wölfersheim-Södel und Nidda.
Seit dem 28. Mai 1978 ist der Bahnhof Friedberg (Hessen) mit der Linie S6 an das S-Bahn-System Rhein-Main angeschlossen. Diese verkehrte bis 2024 im 30-Minuten-Takt zwischen Friedberg (Hessen) und Frankfurt Süd. Seit dem Fahrplanwechsel im Dezember 2024 fahren die S-Bahn-Züge von Friedberg (Hessen) über Frankfurt Süd weiter bis nach Langen (Hess). Abends an Werktagen sowie Sonntags enden die Fahrten ab Friedberg weiterhin in Frankfurt Süd.
Zwischen dem 1. April 2023 und 9. Dezember 2023 hielt in Südrichtung von Donnerstag bis Montag abends, in Nordrichtung Freitag bis Sonntags am Vormittag ein FlixTrain der Linie FLX 15 von Stuttgart nach Hamburg im Bahnhof Friedberg (Hessen).
| Linie                    | Linienweg | Takt | Betreiber      | Fahrzeuge im Regelbetrieb                       | KBS           |
| ------------------------ | --- | --- | -------------- | ----------------------------------------------- | ------------- |
| ICE 26                   | Strelasund, Darss: (Ostseebad Binz/Greifswald – Stralsund – Rostock) – Hamburg – Hannover – Kassel-Wilhelmshöhe – Marburg – Friedberg (Hess) – Frankfurt – Heidelberg – Karlsruhe | 120 min mit IC 26 | DB Fernverkehr | ICE-T                                           |               |
| IC 26                    | Wattenmeer: Westerland (Sylt) – Niebüll – Hamburg – Hannover – Kassel-Wilhelmshöhe – Marburg – Friedberg (Hess) – Frankfurt – Heidelberg – Karlsruhe | 120 min mit ICE 26 | DB Fernverkehr | 101 + 10–11 Intercity-Wagen                     |               |
| RB 16                    | Friedrichsdorf (Taunus) – Burgholzhausen v.d.H – Rodheim v d Höhe – Rosbach v d Höhe – Friedberg Süd – Friedberg (Hess) Stand: Fahrplanwechsel Dezember 2022 | 30 min (wochentags) 60 min (Wochenende)                                                                                                  | start          | Alstom LINT 41                                  | 636           |
| RE 30                    | Main-Weser-Bahn: Frankfurt (Main) Hbf – (Frankfurt (Main) West –)* Friedberg (Hess) – (Bad Nauheim – Ostheim (b Butzbach) – Butzbach – Kirch Göns – Lang Göns – Großen Linden –)* Gießen – (Lollar – Friedelhausen – Fronhausen (Lahn) – Niederwalgern – Marburg Süd –)* Marburg (Lahn) – Kirchhain (Bz Kassel) – Stadtallendorf – Neustadt (Kr Marburg) – Treysa – Borken (Hess) – Wabern (Bz Kassel) – Kassel-Wilhelmshöhe – Kassel Hbf * nur einzelne Züge Stand: Fahrplanwechsel Dezember 2021 | 120 min (Frankf.–Gießen/Marburg Verstärkerzüge)                                                                                          | DB Regio Mitte | 146 + 6–7 Doppelstockwagen                      | 620, 630      |
| RB 37                    | Mittelhessen-Express: Frankfurt (Main) Hbf – Frankfurt (Main) West – Bad Vilbel – Friedberg (Hess) – Ostheim (b Butzbach) – Butzbach – Kirch Göns – Lang Göns – Großen Linden – Gießen Stand: Fahrplanwechsel Dezember 2024 | 120 min 30/60 min (Friedberg–Gießen wochentags)                                                                                          | HLB Hessenbahn | Alstom Coradia Continental (1440)               | 630           |
| RB 40                    | Mittelhessen-Express: Frankfurt (Main) Hbf – Frankfurt (Main) West (– Bad Vilbel) (zweistdl.) – Friedberg (Hess) – Bad Nauheim (– Ostheim (b Butzbach)) (zweistdl.) – Butzbach (– Kirch Göns – Lang Göns – Großen Linden) (zweistdl.) – Gießen – Dutenhofen (Kr Wetzlar) – Wetzlar – Aßlar – Werdorf – Ehringshausen (Kr Wetzlar) – Katzenfurt – Edingen (Kr Wetzlar) – Sinn – Herborn (Dillkr) – Burg (Dillkr) Nord – Niederscheld (Dillkr) Süd – Dillenburg Flügelung in Gießen. Zugteil nach Marburg/Treysa als RB 41. Stand: Fahrplanwechsel Dezember 2021 | 40/80 min (Frankf.–Gießen) 60 min (Gießen–Dillenburg)                                                                                    | HLB Hessenbahn | Bombardier Talent 2                             | 630, 445      |
| RB 41                    | Mittelhessen-Express: Frankfurt (Main) Hbf – Frankfurt (Main) West (– Bad Vilbel) (zweistdl.) – Friedberg (Hess) – Bad Nauheim (– Ostheim (b Butzbach)) (zweistdl.) – Butzbach (– Kirch Göns – Lang Göns – Großen Linden) (zweistdl.) – Gießen – Gießen Oswaldsgarten – Lollar – Friedelhausen – Fronhausen (Lahn) – Niederwalgern – Niederweimar – Marburg Süd – Marburg (Lahn) – Cölbe – Bürgeln – Anzefahr – Kirchhain (Bz Kassel) – Stadtallendorf (– Neustadt (Kr Marburg) – Schwalmstadt-Wiera – Treysa) (wochentags) Flügelung in Gießen. Zugteil nach Dillenburg als RB 40. Stand: Fahrplanwechsel Dezember 2021                                                             | 60 min 40/80 min (Frankf.–Gießen) 30 min (Gießen–Marb. wochentags) 120 min (Marb.–Stadtallend. Wochenende) 120 min (Stadtallend.–Treysa) | HLB Hessenbahn | Bombardier Talent 2                             | 630           |
| RB 47                    | Horlofftalbahn: Friedberg (Hess) – Dorheim (Wetterau) – Beienheim – Melbach – Wölfersheim-Södel Stand: Fahrplanwechsel Dezember 2021 | 30/60 min (wochentags) 120 min (Wochenende)                                                                                              | HLB Hessenbahn | Stadler GTW 2/6                                 | 632           |
| RB 48                    | Horlofftalbahn: (Frankfurt (Main) Hbf – Frankfurt (Main) West – Bad Vilbel –) (einzelne Züge zur HVZ) Friedberg (Hess) – Dorheim (Wetterau) – Beienheim – Weckesheim – Reichelsheim (Wetterau) – Gettenau-Bingenheim – Echzell – Ober-Widdersheim Häuserhof – Bad Salzhausen – Nidda Stand: Fahrplanwechsel Dezember 2021 | 60 min | HLB Hessenbahn | Stadler GTW 2/6                                 | 632           |
| RB 49                    | (Gießen –) Friedberg (Hess) – Assenheim (Oberhess) – Nidderau – Ostheim (Kr Hanau) – Bruchköbel – Hanau Nord – Hanau Hbf Stand: Fahrplanwechsel Dezember 2024 | 30 min (wochentags) 60 min (Wochenende)                                                                                                  | HLB Hessenbahn | Bombardier Talent 2 oder 425                    | 630, 633      |
| RE 98 RE 99              | Main-Sieg-Express: Zugteil 1: RE 98 Kassel Hbf – Kassel-Wilhelmshöhe – Baunatal-Guntershausen – Edermünde-Grifte – Felsberg-Wolfershausen – Felsberg-Altenbrunslar – Felsberg-Gensungen – Wabern (Bz Kassel) – Singlis – Borken (Hess) – Zimmersrode – Schlierbach (Kr Schwalm-Eder) – Treysa – Schwalmstadt-Wiera – Neustadt (Kr Marburg) – Stadtallendorf – Kirchhain (Bz Kassel) – Marburg (Lahn) – Gießen Zugteil 2: RE 99 Siegen Hbf – Haiger – Dillenburg – Herborn (Dillkr) – Wetzlar – Gießen Flügelung bzw. Zusammenführung: Gießen – Friedberg (Hess) – Frankfurt (Main) West (einzelne Züge im Berufsverkehr) – Frankfurt (Main) Hbf Stand: Fahrplanwechsel Dezember 2021 | 120 min | HLB Hessenbahn | Stadler FLIRT 2 oder Alstom Coradia Continental | 620, 630, 645 |
| S6                       | Friedberg (Hess) – Bruchenbrücken – Nieder-Wöllstadt – Okarben – Groß Karben – Dortelweil – Bad Vilbel – Bad Vilbel Süd – Frankfurt-Berkersheim – Frankfurt-Frankfurter Berg – Frankfurt-Eschersheim – Frankfurt-Ginnheim – Frankfurt (Main) West – Frankfurt am Main Messe – Frankfurt (Main) Galluswarte – Frankfurt (Main) Hbf tief – Frankfurt (Main) Taunusanlage – Frankfurt (Main) Hauptwache – Frankfurt (Main) Konstablerwache – Frankfurt (Main) Ostendstraße – Frankfurt (Main) Lokalbahnhof – Frankfurt (Main) Süd – Frankfurt (Main) Stresemannallee – Frankfurt-Louisa – Neu-Isenburg – Dreieich-Buchschlag – Langen Flugsicherung – Langen (Hess)                     | 30 min | DB Regio Mitte | 423                                             | 645.6         |
| Stand: 15. Dezember 2024 | | |                |                                                 |               |

### Bus
| Linie | Linienweg |
| ----- | --- |
| FB-01 | (Bad Nauheim – Friedberg Kaiserstraße –) Friedberg Bahnhof – Fauerbach – Ossenheim – Nieder-Florstadt – Ober-Florstadt – Altenstadt / Echzell |
| FB-03 | Friedberg Bahnhof – Dorn-Assenheim – Reichelsheim – Ranstadt – Ortenberg                                                                      |
| FB-10 | Friedberg – Schwalheim – Rödgen – Wisselsheim – Bad Nauheim                                                                                   |
| FB-30 | Stadtbus Friedberg (Rundverkehr über Mörler Straße)                                                                                           |
| FB-31 | Stadtbus Friedberg (Rundverkehr) |
| FB-32 | Friedberg – Ockstadt |
| FB-33 | Friedberg – Rosbach (– Friedrichsdorf) |
| FB-34 | Friedberg – Kaiserstraße – Usa-Wellenbad – Bad Nauheim Aliceplatz – Bad Nauheim Bahnhof                                                       |
| FB-72 | Friedberg – Bruchenbrücken – Assenheim – Ilbenstadt – Burg-Gräfenrode – Groß Karben                                                           |
| 362   | Friedberg – Echzell – Nidda – Schotten |
| 363   | Friedberg – Wölfersheim – Hungen – Laubach |